# Bagavata Purana

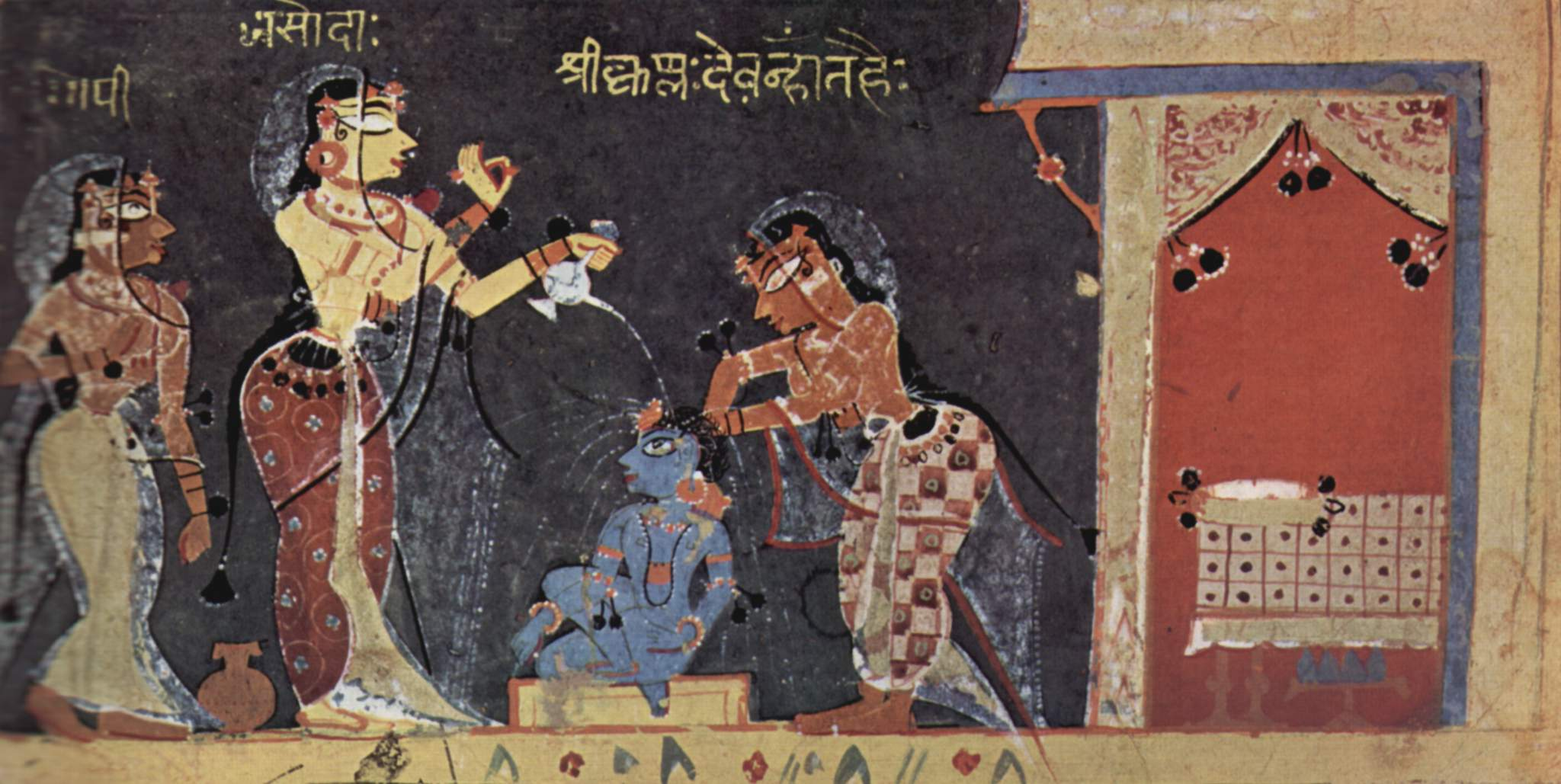
Ilustração de um manuscrito do Bagavata Purana

Bagavata Purana (em devanágari: भागवतपुराण, Bhāgavata Purāṇa), Serimade Bagavata Maa Purana (Śrīmad Bhāgavata Mahā Purāṇa), Serimade Bagavatam (Śrīmad Bhāgavatam) ou simplesmente Bagavata (Bhāgavata) é um dos dezoito principais textos purânicos (Maapuranas). É uma das principais obras da literatura indiana e significa, na tradução do sânscrito, “o livro de Deus”. Composto em sânscrito e disponível em quase todas as línguas indianas, seu foco principal é o processo de bhakti yoga (devoção) a Críxena integrando temas da filosofia Advaita (monismo) e da filosofia Dvaita (dualismo).
O Bagavata Purana, discute uma ampla gama de tópicos, incluindo Cosmologia, Genealogia, Geografia, Mitologia, lenda, Música, Dança, Yoga e cultura.
O Bagavata tem a forma de uma história que está sendo contada por um grande sábio (rshi), conhecido como Suta Gosvami, a uma assembléia de sábios, os quais lhe fazem perguntas sobre os diferentes avataras, ou encarnações de Vishnu dentro do mundo material. Suta Gosvami, então, narra o Bagavata conforme ele o ouviu de outro sábio, chamado Śukadeva Gosvāmī. A linguagem do Purana assemelha-se consideravelmente à védica, o que pode indicar uma datação bastante antiga ou outras razões possíveis para a semelhança com textos arcaicos.
Cada seção ou canto descreve avataras específicos de Vishnu, começando com uma síntese sobre todos eles, no primeiro canto, e concluindo com uma descrição de Críxena como Svayam bhagavan. Os cantos décimo e décimo primeiro oferecem relatos detalhados da história do advento e atividades de Críxena em Vrndāvana e de suas instruções a alguns devotos (tal como a Uddhava-gītā). O canto final, o décimo segundo, prevê a chegada da Era de Ferro, ou Kali-yuga (a era atual de acordo com o ciclo védico de eras) e a dissolução do universo material no final dessa.
O Bagavata Purana é sem dúvida o mais popular dos Puranas, com 18.000 versos ou sloka, e é juntamente com o Víxenu Purana, considerado um dos textos de bhakti a Víxenu, tido como textos sagrados pelos vaixnavas de diversas seitas.
O Bagavata versa principalmente sobre as atividades do avatar de Víxenu, Críxena, desde o seu nascimento em Matura até o seu desaparecimento nas imediações de Dvaraka. A narrativa é elaborada e cativante, e nela estão inclusos todos os princípios da doutrina hindu de bhakti.
Os Puranas não têm o significado de escrituras reveladas como a Bíblia e o Corão, mas sim inferências místico-religiosas e filosóficas instruídas pelos sábios de diferentes eras. Alguns atribuem a sua autoria a Veda Viasa, outros são atribuídos a Paraxara, Gautama, Narada, Atri e vários outros rixis (sábios) do período clássico védico.
Algumas religiões hindus, como o vaixnavismo gaudia conferem ao Bagavata Purana caráter de escritura revelada, fato incomum na maioria das religiões, filosofias e seitas hindus.